# Volvo 9700
Volvo 9700 – autobus dalekobieżny, produkowany od 2001 przez szwedzki koncern Volvo. Powstaje w Turku w Finlandii, w fabryce Volvo Polska we Wrocławiu oraz w Meksyku.

## Historia modelu
Produkcję tego autobusu rozpoczęto w 2001 roku i jest następcą modelu B10M Barbi. Powstaje na platformie modułowej Volvo typu TX. Dzięki temu może mieć dwie długości, dwie lub trzy osie oraz dwie wysokości (w wersji H – 3,58 m; HD – 3,70 m). Silnik standardowo jest umieszczany z tyłu, istnieje jednak możliwość umieszczenia go pod podłogą w centralnej części pojazdu. Dzięki temu ma on lepsze właściwości jezdne oraz zwiększa się pojemność ładunkowa. Głównym materiałem z którego jest wykonywana struktura pojazdu jest stal nierdzewna.
Opcjonalnie Volvo 9700 może być wyposażone m.in. w system EBS oraz klimatyzację. Nie oferuje się systemu ESP.

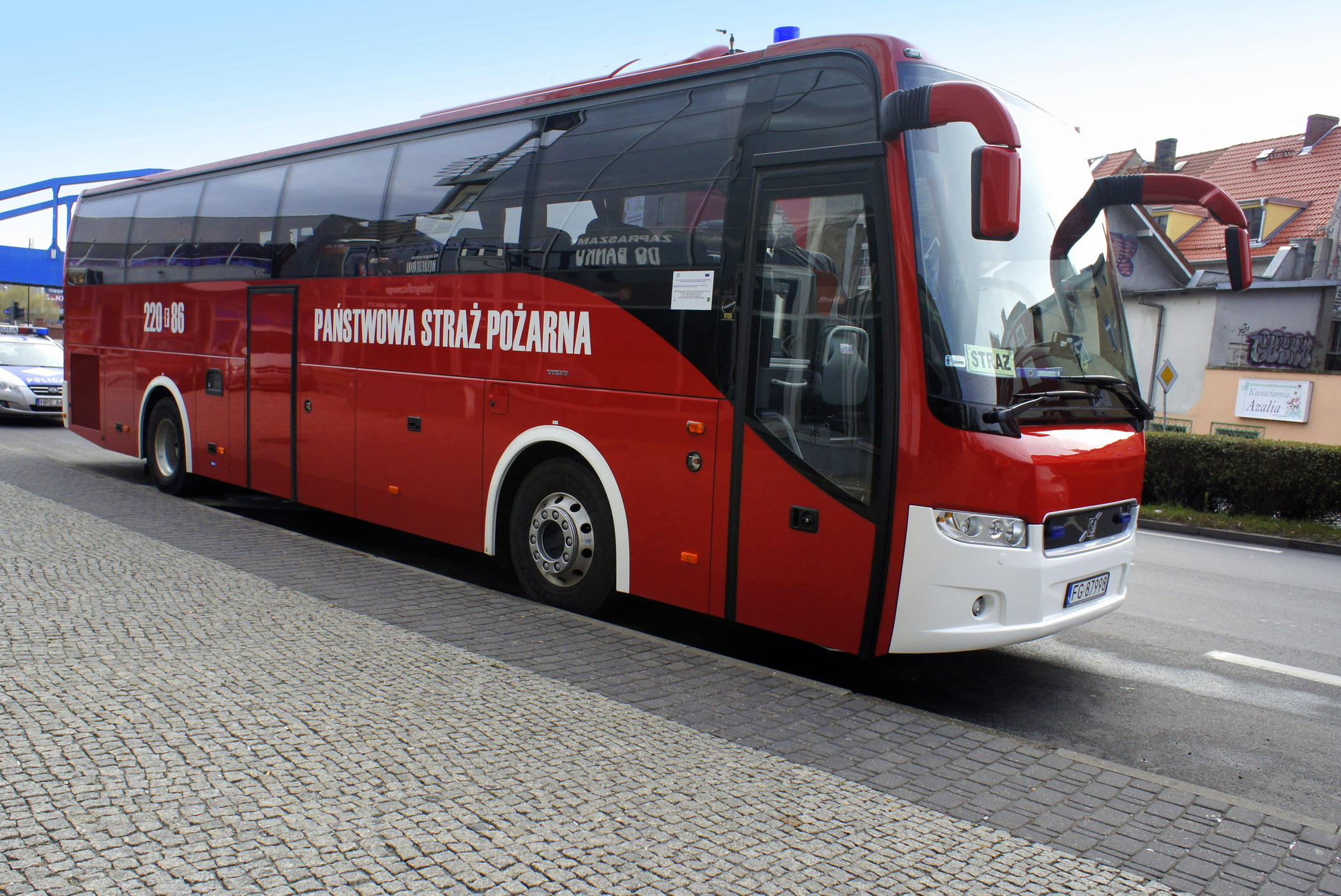
Autobus Volvo 9700 – pojazd kwatermistrzowski Komendy Wojewódzkiej PSP w Gorzowie Wlkp.

Do 1 października 2008 powstawał w firmie Volvo Bus Finland w Turku, wcześniej znanej jako Carrus. Po jej sprzedaży grupie fińskich prywatnych inwestorów oraz byłych menadżerów Volvo Buses, produkcja nadal jest kontynuowana w ramach umowy zlecenia.
Na przełomie lat 2008–2009 autokary Volvo 9700 produkowane w fabryce w Meksyku zadebiutowały na rynkach krajów Ameryki Północnej. Silnik jest montowany w fabryce Volvo w Hagerstown w stanie Maryland. Volvo 9700 jest sprzedawane przez firmę Prevost w USA i Kanadzie. Autobus ten jest wyposażony w skrzynię biegów Volvo I-Shift.